# 三瓣锦香草
三瓣锦香草（学名：Phyllagathis ternata）为野牡丹科锦香草属下的一个种。

## 扩展阅读
- 維基物種上的相關：三瓣锦香草